# انتخابات ریاست‌جمهوری موریتانی (۲۰۱۴)
انتخابات ریاست‌جمهوری موریتانی در ۲۱ ژوئن ۲۰۱۴ طبق برنامه برگزار شد و به دلیل نرسیدن به ۵۰ درصد آرا در ۵ ژوئیه دومین دور انتخابات برگزار گردید تا کاندیداهای بالای ۵۰ درصد آرا مشخص شوند در این میان محمد ولد عبدالعزیز از اتحاد برای جمهوری با کسب ۸۲ درصد آرا برنده انتخابات شد و تقریباً تمامی اپوزیسیون انتخابات را تحریم کردند.

## تاریخچه
محمد ولد عبدالعزیز رئیس‌جمهور موریتانی که در حال حاضر در قدرت است از زمان انتخابات و مشخصا از ۲۰۰۹ به قدرت رسید. وی یک سرباز حرفه‌ای و یک افسر عالیرتبه نظامی است. او نقش رهبری را در کودتای ۲۰۰۵ برعهده داشت که رئیس‌جمهور حاکم (معاویه ولد سید احمد طایع) را خلع کرد و در اوت ۲۰۰۸ کودتای دیگری را انجام داد و سیدی ولد شیخ عبدالله را سرنگون کرد بعد از این کودتا محمد ولد عبدالعزیز خود را به عنوان کسی که تنش سیاسی را برای برگزاری انتخابات بخواباند رئیس‌جمهور اعلام کرد. او در آوریل ۲۰۰۹ از سمت خود استعفا کرد تا بدینوسیله بتواند در انتخابات ریاست‌جمهوری در ژوئیه ۲۰۰۹ شرکت کند که در آن البته برنده شد و در سال ۲۰۱۴ مجدداً خود را برای ریاست جمهوری کاندید کرد.

## سرانجام
اگرچه انتخابات ۲۰۱۴ توسط گروه‌های مخالف تحریم شد و اتحادیه آفریقا به برگزاری یک انتخابات مسالمت آمیز تشویق نمود. با اینحال نتیجه حضور مردم در انتخابات ۵۶٪ تخمین زده شد.

## نتایج
| نامزد                         | حزب                                            | آرا       | %     |
| ----------------------------- | ---------------------------------------------- | --------- | ----- |
| محمد ولد عبدالعزیز            | اتحاد برای جمهوری (موریتانی) اتحاد برای جمهوری | ۵۷۷٬۹۹۵   | ۸۱٫۸۹ |
| بایرام دا عبید                | مقدماتی برای تولدی جدید در جنبش لغو تحرک       | ۶۱٬۲۱۸    | ۸٫۶۷  |
| بوید ولید هومیت               | ال‌ویام                                         | ۳۱٬۷۷۳    | ۴٫۵۰  |
| ابرای‌هما مختاز سعد            | اتحاد، عدالت و دموکراسی/جنبش برای تجدید        | ۳۱٬۳۶۸    | ۴٫۴۴  |
| لالا ماریام پینت مولایی ادریس | مستقل (سیاستمدار) مستقل                        | ۳٬۴۳۴     | ۰٫۴۹  |
| نامعتبر/رای سفید              | نامعتبر/رای سفید                               | ۴۴٬۰۷۷    | –     |
| جمع کل                        | جمع کل                                         | ۷۴۹٬۸۶۵   | ۱۰۰   |
| ثبت نام شده/مشارکت            | ثبت نام شده/مشارکت                             | ۱٬۳۲۸٬۱۶۸ | ۵۶٫۴۶ |
| منبع: CENI, IDEA              |                                                |           |       |